# Eustis (Nebraska)
Eustis is een plaats (village) in de Amerikaanse staat Nebraska, en valt bestuurlijk gezien onder Frontier County.

## Demografie
Bij de volkstelling in 2000 werd het aantal inwoners vastgesteld op 464. In 2006 is het aantal inwoners door het United States Census Bureau geschat op 400, een daling van 64 (-13,8%).

## Geografie
Volgens het United States Census Bureau beslaat de plaats een oppervlakte van 1,0 km², geheel bestaande uit land. Eustis ligt op ongeveer 803 m boven zeeniveau.

## Plaatsen in de nabije omgeving
De onderstaande figuur toont nabijgelegen plaatsen in een straal van 28 km rond Eustis.